# Shoah Foundation
Institut Shoah Foundation byl založen Stevenem Spielbergem v roce 1994. Sbírá výpovědi osob, které přežily holokaust nebo které mohou podat o holokaustu významné svědectví. Mezi osoby, jejichž výpověď je zaznamenána, patří Ladislav Rychman, vězeň koncentračního tábora či Miroslav Galuška, zpravodaj Rudého práva z Norimberského procesu.
Dnes je institut součástí College of Letters, Arts & Science Jihokalifornské univerzity (USC).
Institut vytvořil archiv videí s výpověďmi lidí, kteří zažili holocaust. Obsahuje 52 000 filmových svědectví zaznamenaných v 56 zemích a 32 jazycích. Archiv obsahuje 105 000 hodin videomateriálu a je se svou velikostí osm petabytů jednou z největších digitálních knihoven světa.
Archiv je dostupný prostřednictvím online rozhraní ve 25 institucích v USA, Evropě a Austrálii.
Některá místa v Evropě s plným přístupem:
- Freie Universität Berlin
- Zentrum für Antisemitismusforschung při TU Berlin
- Centrum vizuální historie Malach Karlova Univerzita
- Central European University Budapest